# Unterseeboot 647
L'Unterseeboot 647 ou U-647 est un sous-marin allemand (U-Boot) de type VIIC utilisé par la Kriegsmarine pendant la Seconde Guerre mondiale.
Le sous-marin est commandé le 10 avril 1941 à Hambourg (Blohm & Voss), sa quille posée le 29 décembre 1941, il est lancé le 16 septembre 1942 et mis en service le 5 novembre 1942, sous le commandement du Kapitänleutnant Willi Hertin.
L'U-647 n'endommage ni ne coule aucun navire au cours de l'unique et brève patrouille (sept jours en mer) qu'il effectue.
Il fut porté disparu en juillet 1943 dans l'Atlantique Nord.

## Conception
Unterseeboot type VII, l'U-647 avait un déplacement de 769 tonnes en surface et 871 tonnes en plongée. Il avait une longueur totale de 67,10 m, un maître-bau de 6,20 m, une hauteur de 9,60 m et un tirant d'eau de 4,74 m. Le sous-marin était propulsé par deux hélices de 1,23 m, deux moteurs diesel Germaniawerft M6V 40/46 de 6 cylindres en ligne de 1 400 cv à 470 tr/min, produisant un total de 2 060 à 2 350 kW en surface et de deux moteurs électriques BBC GG UB 720/8 de 375 cv à 295 tr/min, produisant un total 550 kW, en plongée. Le sous-marin avait une vitesse en surface de 17,7 nœuds (32,8 km/h) et une vitesse de 7,6 nœuds (14,1 km/h) en plongée. Immergé, il avait un rayon d'action de 80 milles marins (150 km) à 4 nœuds (7,4 km/h; 4,6 milles par heure) et pouvait atteindre une profondeur de 230 m. En surface son rayon d'action était de 8 500 milles nautiques (soit 15 700 km) à 10 nœuds (19 km/h). 
L'U-647 était équipé de cinq tubes lance-torpilles de 53,3 cm (quatre montés à l'avant et un à l'arrière) qui contenait quatorze torpilles. Il était équipé d'un canon de 8,8 cm SK C/35 (220 coups) et d'un canon antiaérien de 20 mm Flak. Il pouvait transporter 26 mines TMA ou 39 mines TMB. Son équipage comprenait 4 officiers et 40 à 56 sous-mariniers.

## Historique
Il passe son temps d'entraînement à la 5. Unterseebootsflottille jusqu'au 31 mai 1943 pour rejoindre son unité de combat auprès de la 7. Unterseebootsflottille.
L'U-647 quitte Kiel le 22 juillet 1943 pour sa première et ultime patrouille de guerre dans l'Atlantique.
Après seulement sept jours de mer, l'U-647 émet son dernier message radio le 28 juillet 1943 à la position approximative 64° 00′ N, 1° 30′ O en mer de Norvège au nord des Shetland, lorsqu'il est en route vers sa zone opérationnelle dans l'Atlantique Nord, dans la zone GIUK. Le sous-marin est considéré comme coulé à partir du 9 août 1943, lorsque toutes les tentatives de contact avec lui eurent échoué. Les raisons de sa perte demeurent inexpliquées.
Ses quarante-huit membres d'équipage sont morts dans cette disparition.

## Affectations
- 5. Unterseebootsflottille du 5 novembre 1942 au 31 mai 1943 (Période de formation).
- 7. Unterseebootsflottille du 1er juin 1943 au 28 juillet 1943 (Unité combattante).

## Commandement
- Kapitänleutnant Willi Hertin du 5 novembre 1942 au 28 juillet 1943.

## Patrouille
|       | Commandant          | Départ          | Départ | Arrivée         | Arrivée | Jours   | Succès |
| ----- | ------------------- | --------------- | ------ | --------------- | ------- | ------- | ------ |
| 1     | Kptlt. Willi Hertin | 22 juillet 1943 | Kiel   | 28 juillet 1943 | Coulé   | 7 jours |        |
| Total | Total               | Total           | Total  | Total           | Total   | 7 jours | 0 t    |

Notes : Kptlt. = Kapitänleutnant